# Alessandro Sorrentino
Pour les articles homonymes, voir Sorrentino.
Alessandro Sorrentino, né le 3 avril 2002 à Guardiagrele, est un footballeur international espoirs italien qui joue au poste de gardien de but au Frosinone Calcio, en prêt de l'AC Monza.

## Biographie

### Carrière en club
Né à Guardiagrele en Italie, Alessandro Sorrentino est formé par le Delfino Pescara, où il commence sa carrière professionnelle en championnat d'Italie de troisième division,. Il joue son premier match avec l'équipe première du club le 15 septembre 2021,.
Le 13 juillet 2022, Sorrentino est transféré chez l'équipe de Serie A de Monza, où il signe un contrat de cinq ans,.

### Carrière en sélection
En mai 2022, Alessandro Sorrentino est convoqué pour la première fois avec l'équipe d'Italie senior par Roberto Mancini pour un stage avec plusieurs jeunes joueurs. Il enchaine avec une convocation en équipe d'Italie espoirs le 9 juin 2022.
À nouveau appelé avec les espoirs en mars 2023, il honore sa première sélection le 24 mars 2023, à l'occasion d'un match amical contre la Serbie. Il est titulaire lors de la victoire 2-0 de son équipe,.